# Esencia natural
Esencia natural es el primer álbum de estudio de la cantante española Ainhoa, ganadora de la segunda edición del programa de televisión Operación Triunfo. Se publicó el 7 de julio de 2003 en España, es un trabajo de corte internacional que cuenta con la producción de Emilio Estefan y la colaboración de artistas ya consagrados como Jon Secada, Gian Marco o Shakira. El álbum incluye una composición de la propia Ainhoa («Lo bueno queda») y varias adaptaciones («No hieras más», «El amor me está llamando», «Decídete» y «Le digo adiós al ayer»). El primer sencillo elegido para promocionarlo fue «Acéptame así», al que le siguió «El amor me está llamando», la versión en castellano de «Love must be telling me something», de la norteamericana LeAnn Rimes.

## Lista de canciones
| N.º | Título                                                         | Escritor(es)                                              | Duración |  |
| 1.  | «Inquilino»                                                    | Tom McWilliams, Freddy Piñero Jr., Nicolás Tovar          | 3:27     |  |
| 2.  | «Acéptame así»                                                 | Emilio Estefan, Tony Mardini, T. McWilliams, Rachel Perry | 3:02     |  |
| 3.  | «No hieras más» (Don't Touch Me There)                         | Chris Hinson, Doug Shawe                                  | 4:39     |  |
| 4.  | «El amor me está llamando» (Love Must Be Telling Me Something) | J.T. Corenflos, Keith Follese, Thomas McHugh              | 3:12     |  |
| 5.  | «Busco señales divinas» (Real)                                 | Jon Secada, Diane Warren                                  | 4:05     |  |
| 6.  | «Cuando tú no estás»                                           | Gian Marco, J. Secada                                     | 3:51     |  |
| 7.  | «Decídete» (Don't Make Me Wait)                                | Jill Gioia, Jamie Hartman, Marc Nelkin                    | 3:34     |  |
| 8.  | «Le digo adiós al ayer» (Just For A Lifetime)                  | Karsten Dahlgaard, Julie Morrison, Johnny Pedersen        | 3:41     |  |
| 9.  | «Resignación» (When You're Gone)                               | Jorge Casas, E. Estefan, Tim Mitchell, Shakira            | 3:48     |  |
| 10. | «Emotional Rescue»                                             | Kevin Hughes, Jackie James                                | 4:04     |  |
| 11. | «Lo bueno queda»                                               | Ainhoa Cantalapiedra                                      | 4:09     |  |
| 12. | «El camaleón»                                                  | E. Estefan, T. McWilliams, J. Secada                      | 3:27     |  |

## Listas

### Semanales
| País   | Lista                        | Primera semana     | Posición de ingreso | Mejor posición | Semanas en la mejor posición | Semanas en la lista | Última semana            | Ref.  |
| ------ | ---------------------------- | ------------------ | ------------------- | -------------- | ---------------------------- | ------------------- | ------------------------ | ----- |
| España | Top 100 álbumes (Promusicae) | 6 de julio de 2003 | 4                   | 4              | 1                            | 11                  | 14 de septiembre de 2003 | [ 1 ] |

### Certificaciones
| País   | Proveedor  | Año  | Certificación acreditada | Copias certificadas | Ref.  |
| ------ | ---------- | ---- | ------------------------ | ------------------- | ----- |
| España | Promusicae | 2003 | Oro                      | 50 000              | [ 2 ] |